# Charlotte Riley
Pour les articles homonymes, voir Riley.
Charlotte Riley, née le 29 décembre 1981 à Stockton-on-Tees (Angleterre) est une actrice britannique.

## Biographie
Charlotte Riley est née le 29 décembre 1981 à Stockton-on-Tees, Angleterre. Ses parents sont Michael et Margaret Riley.
Elle a un frère, Simon Riley et une sœur, Joanne Riley.
Elle a étudié et sort diplômée en 2007 de la London Academy of Music and Dramatic Art.

### Vie privée
Depuis 2012, elle est en couple avec l'acteur Tom Hardy (à qui elle donne la réplique dans Les Hauts de Hurlevent (en)  en 2009). Ils se sont mariés dans le sud de la France en 2014.
Le 22 octobre 2015, elle met au monde leur premier enfant, Leo Hardy, et leur second en 2018, Forrest Hardy.

## Carrière
Elle commence sa carrière à la télévision en 2007 dans un épisode de Holby City et Grownups (en) et au cinéma en 2008 dans le film de Stephan Elliott Un mariage de rêve.
En 2012, elle joue dans la mini-série Un monde sans fin et le film d'horreur Entity de Steve Stone
En 2014, elle joue dans Edge of Tomorrow de Doug Liman et dans quelques épisodes de Peaky Blinders et Jonathan Strange & Mr Norrell.

## Filmographie

### Cinéma

#### Longs métrages
- 2008 : Un mariage de rêve (Easy Virtue) de Stephan Elliott : Sarah Hurst
- 2012 : Entity de Steve Stone : Kate Hansen
- 2014 : Edge of Tomorrow de Doug Liman : Nance
- 2014 : Grand Street de Lex Sidon : Camilla Reilly
- 2015 : Au cœur de l'Océan (In the Heart of the Sea) de Ron Howard : Peggy
- 2015 : La Chute de Londres (London Has Fallen) de Babak Najafi : Jacqueline Marshall, Agent du MI6
- 2018 : Regarde les hommes nager (Swimming with Men) d'Oliver Parker : Susan

#### Courts métrages
- 2008 : Survey No. 257 de Zeb Lamb : Emma
- 2015 : Killing Thyme de M.J. McMahon : Anna
- 2020 : Mairi de Natalie Malla : Vicky
- 2021 : The Interview de Serkan Nihat : Linette
- 2022 : Fireworks de Paul J. Franklin : Gillian Lye
- 2022 : Apex de Serkan Nihat : Linette

### Télévision

#### Séries télévisées
- 2007 : Holby City : Tanya Cusan
- 2007 : Grownups (en) : Chloe
- 2008 : Inspecteur George Gently (Inspector George Gently) : Carmel O'Shaughnessy
- 2009 : Les Hauts de Hurlevent (en) (Wuthering Heights) : Catherine Earnshaw
- 2009 : The Take (en) : Maggie Summers
- 2010 : Miss Marple (Agatha Christie's Marple) : Margot Bence
- 2010 : Foyle's War : Mandy Dean
- 2010 - 2011 : DCI Banks : Lucy Payne
- 2012 : Un monde sans fin (World Without End) : Caris
- 2012 : The Town (en) : Alice
- 2014 : Jonathan Strange & Mr Norrell (Jonathan Strange & Mr Norrell) : Arabella
- 2014 / 2017 : Peaky Blinders : May Carleton
- 2016 : Close to the Enemy : Rachel Lombard
- 2018 : Press : Holly Evans
- 2018 : Trust : Robina Lund
- 2018 : Sticky : Ziggy
- 2018 : Dark Heart : Juliette
- 2019 : A Christmas Carol : Lottie
- 2022 : Périphériques, les mondes de Flynne (The Peripheral) : Aelita West

#### Téléfilms
- 2009 : Spanish Flu: The Forgotten Fallen (en) de Justin Hardy : Peggy Lytton
- 2017 : King Charles III de Rupert Goold : Kate

## Distinctions
| Année | Cérémonie          | Catégorie                               | Travail récompensé | Résultat   |
| ----- | ------------------ | --------------------------------------- | ------------------ | ---------- |
| 2013  | Saturn Awards      | Meilleure actrice de télévision         | Un monde sans fin  | Nomination |
| 2016  | Teen Choice Awards | Meilleure actrice dans un film d'action | Au cœur de l'océan | Nomination |